# 종합일보
경인종합일보는 경기도 수원시소재 종합일보(주)에서 발간되는 일간신문이다. 2008년 11월 11일 의정부에서 경인북도일보(京仁北道日報)로 창간되었고, 대판 20면, 칼라 8면, 살구색용지로 발행하였다. 2009년 경인종합일보(京仁綜合日報)로 명칭을 바꿨으며, 2010년에는 본사를 수원으로 옮겼다. 2011년에는 [종합일보]로 제호를 변경하였으며, 2011년 5월 27일을 제2창간으로 선언하였다. 2011년 8월 17일자 [경인종합일보]로  제호를 변경, 2012년 12월 7일 통간 1,000호, 2015년 1월 19일 통간 1,500호를 발행했으며, 경인종합일보는 2024년4월19일 현재 통간3676호를 발행하고 있다.현재 본사는 수원시 팔달구 효원로219번길 46-5, 1층 (명진빌딩) 에 위치하고 있다.
종합일보 (경인종합일보)
1. 신문사소개[1]
2. 경인북도일보 발행인 발간사[2]